# Bugs Bunny
Pernalonga (Bugs Bunny) é o protagonista das séries de TV animadas Looney Tunes e Merrie Melodies. É o personagem mais popular de ambas as séries e o mascote da Warner Bros. Seus melhores amigos são Patolino e Gaguinho.
O personagem surgiu em 1940, em um curta metragem chamado A Wild Hare ("O Coelho Selvagem"), dirigido por Tex Avery. Ao longo dos anos, Pernalonga estrelou mais de 160 curtas durante a Era de Ouro da animação, além de participar de outros filmes. Premiado com um Oscar de melhor curta-metragem de animação por Cavaleiro Pernalonga em 1958, e com uma estrela na Calçada da Fama de Hollywood, Pernalonga foi eleito como o melhor personagem de desenhos animados de todos os tempos pela revista estadunidense TV Guide.
Atualmente, ele é o mascote corporacional da Warner Brothers — especialmente do seu departamento de animação — e um dos personagens mais famosos no mundo. Seu famoso bordão é a pergunta "Eh… What's Up, Doc?" ("Eh… O que é que há, velhinho?" no Brasil/"Eh… qual é, meu?" em Portugal), geralmente dito enquanto mastiga uma cenoura. Seu outro bordão é dito sempre que um personagem o irrita até o limite: "É claro que vocês sabem que isso significa guerra!" (no Brasil [também quebrando a quarta parede]) e "É claro que sabes que isto significa guerra!" ou "É claro que isto significa guerra!" (em Portugal [geralmente dito para quem o irritou não estando presente]). Pernalonga é definido ora como um coelho, ora como uma lebre.

## Origem
De acordo com o livro Bugs Bunny: 50 Years and Only One Grey Hare, Pernalonga foi criado em 1938, no Brooklyn, por Tex Avery e Robert McKimson, que foi responsável pelo design definitivo do personagem. De acordo com Mel Blanc, seu dublador original, Pernalonga tem (na sua voz original 
em inglês) um sotaque característico de Flatbush e uma equilibrada mistura entre os dialetos do Condado de Bronx e do Brooklyn. Em outras palavras, o Pernalonga fala com o sotaque da cidade de Nova Iorque em sua voz original.

## Influências
Muitos historiadores de animação nos EUA acreditam que Pernalonga pode ter tido sua personalidade influenciada por um personagem anterior de Walt Disney, uma lebre chamada "Max Hare", desenhada por Charlie Thorson, que apareceu pela primeira vez em um desenho de Sinfonias Tolas ("Silly Symphonies") chamado "A Tartaruga e a Lebre" ("The Tortoise and the Hare"), dirigido por Wilfred Jackson.
Tex Avery, um dos criadores do Pernalonga, admitia ter copiado um pouco da personalidade de "Max Hare" para Pernalonga, embora o design de Avery para Pernalonga tenha ficado com uma aparência mais inocente do que o coelho de Thorson — a aparência se encaixou melhor com seu comportamento sarcástico.
A maneira que Pernalonga morde sua cenoura com o canto da boca também lembra muito o jeito que o comediante Groucho Marx fumava seu charuto. Um dos bordões mais populares do Pernalonga, Of course you know, this means war! ("É claro que vocês sabem que isso significa guerra!") também foi inicialmente dito por Groucho em filmes como Duck Soup e Uma Noite na Ópera.

## O nome "Bugs Bunny"
Segundo o dublador Mel Blanc, o Pernalonga inicialmente seria chamado de "Happy Rabbit", somente depois é que ele ganharia o nome de Bugs Bunny nos Estados Unidos. Charlie Thorson, foi o responsável pelo coelho ter recebido este nome. O personagem acabou ganhando esse nome, por causa de um "model sheet" (papel com modelos de vários ângulos do personagem) desenhado por Ben Hardaway (que tinha o apelido de Ben "Bugs" Hardaway ou somente "Bugs"). Charlie Thorson escreveu na folha do desenho: "Bugs' bunny" ("o coelho de Bugs"), ele escreveu assim para creditar os desenhos do coelho, como de propriedade de Ben "Bugs" Hardaway. Então quando foram feitos cartazes promocionais para o cinema anunciando o curta que estavam produzindo, o nome que estava escrito na folha do "model sheet", foi usado para se tornar o nome oficial do coelho: "Bugs Bunny", também como uma homenagem à "Bugs" Hardaway.

## Espécie
Bugs Bunny é um personagem mais conhecido por ser um coelho. No entanto, há diferenças notáveis que provam que também é uma lebre. O facto de ele viver numa toca seria um coelho, mas o facto de ele ter orelhas compridas seria por ser uma lebre. Ou seja, apesar do seu apelido, "Bunny", significar coelho, Bugs Bunny é na verdade uma mistura entre coelho e lebre. Esse facto pode até ser confirmado na maioria das curtas clássicas onde é mencionado nos títulos do personagem, duas espécies de animais: "Hare" (lebre) ou "Rabbit"/"Wabbit" (coelho).  

## História

### Happy Rabbit
Happy Rabbit, o protótipo do Pernalonga, apareceu pela primeira vez no curta animado "Porky's Hare Hunt", lançado em 30 de abril de 1938. Co-dirigido por Ben Hardaway e creditado por Cal Dalton (que era responsável pela concepção inicial do coelho), este curta tinha um tema quase idêntico ao desenho de 1937 "Porky's Duck Hunt" (dirigido por Tex Avery), que tinha introduzido o Patolino. Neste desenho o coelho ainda era totalmente diferente do que o Pernalonga viria a ser, em vez de ter o pelo da cor cinza, ele era um coelho branco, e tinha uma personalidade bem mais amalucada, como se fose um "Patolino em roupa de coelho". O dublador estadunidense Mel Blanc foi quem fez a voz do coelho, que inicialmente tinha um sotaque caipira, e que perdeu depois ao se transformar oficialmente em Pernalonga. Blanc inicialmente, também havia dado uma risada ao coelho (ha, ha, ha,HA, ha!), que mais tarde ele viria a utilizar para o personagem Pica-Pau de Walter Lantz. Este coelho inspirou os estúdio de Leon Schlesinger a continuarem a desenvolver o personagem em outros curtas animados.
Happy Rabbit teve sua segunda aparição em 1939 no desenho "Prest-O Change-O" dirigido por Chuck Jones, onde ele é o coelho de estimação de um mágico chamado: "Sham-Fu the Magician", e incomoda dois cachorros que bisbilhotam no material do mágico.
Sua terceira aparição foi em 1939 no desenho: "Hare-um Scare-um". Este curta, foi o primeiro em que ele apareceu como um coelho de cor cinza, em vez de branco.
Em "Elmer's Candid Camera", produzido por Chuck Jones em 1940, o coelho encontrou pela primeira vez Hortelino Troca-Letras. Este curta foi também o último em que o coelho deu a risada criada por Mel Blanc, que no mesmo ano passaria a ser usada para o Pica-Pau de Walter Lantz no episódio Knock Knock.
Happy Rabbit também fez uma aparição no filme Looney Tunes: Back in Action, quando Pernalonga foi atingido pelo raio do macaco azul, que o transformou na sua forma primitiva (Happy Rabbit). Disponível somente nos extras do DVD.

### Bugs Bunny
A primeira aparição oficial do Pernalonga em um desenho animado, com o nome de "Bugs Bunny" foi no curta The Wild Hare, dirigido por Tex Avery e lançado em 27 de julho de 1940. Foi neste desenho animado que ele disse pela primeira vez o seu famoso bordão "What's up, doc?" (O que é que há, velhinho?) para o Hortelino. Foi também o primeiro encontro de Pernalonga e Hortelino em suas formas completamente desenvolvidas. O historiador de animação Joe Adamson considera The Wild hare como o primeiro desenho "oficial" do Pernalonga com o nome de "Bugs Bunny". E é também o primeiro desenho animado onde Mel Blanc usa a "voz padrão" para o Pernalonga.

## A Voz do Pernalonga

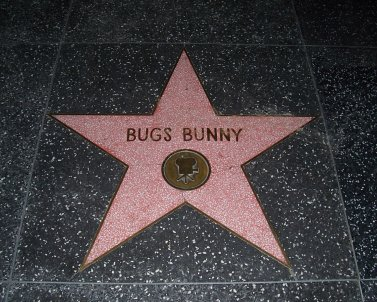
Estrela do Pernalonga na Calçada da Fama.

### Nos EUA
Seu Ator original foi Mel Blanc, que definiu a voz do coelho como "um mistura do sotaque do Bronx e do Brooklyn". Depois da morte de Blanc, foi interpretado por Jeff Bergman (1990-1993), Greg Burson (1993-1996), e desde o filme Space Jam é interpretado por Billy West (que também faz o Hortelino, é conhecido também por fazer a voz do Pica-Pau nos novos episódios de 1999 e por dublar Philip J. Fry na série Futurama), embora em ocasiões como o filme Looney Tunes: Back in Action seja interpretado por Joe Alaskey.

### Em Portugal
Em Portugal, foi dublado por Paulo Oom na série clássica; nos filmes Space Jam e Looney Tunes: De Volta à Ação e na série de 2015, Wabbit. Em Baby Looney Tunes e The Looney Tunes Show (dobragem do Biggs) foi dobrado por Tiago Caetano e em The Looney Tunes Show (dobragem da RTP2) foi dobrado por Carlos Aberto Macedo.

### No Brasil
No Brasil, o Pernalonga teve sua primeira dublagem feita na Herbert Richers, em 1963. A primeira voz do coelho foi feita por Cahuê Filho, que dublou vários curtas do Pernalonga na Herbert Richers, e, contrariando o que muitos pensam, essa foi provavelmente a primeira dublagem do coelho no Brasil. Posteriormente, a maior parte dos trabalhos de dublagem foram transferidos para a Cinecastro, que à mercê do excedente de novos projetos e trabalhos de dublagem, abriu sua filial em São Paulo nessa mesma época.[carece de fontes?] A marcante frase "Versão Brasileira Cinecastro, Rio de Janeiro e São Paulo", padrão na abertura da maioria dos curtas do pernalonga, só foi aparecer em 1971. Cahuê Filho, provavelmente na Herbert Richers, dublou o Show do Pernalonga (The Bugs Bunny Show ), e mais tarde, já na Cinecastro, vários episódios da década de 1940,  como "O Refúgio", "O pirata" e "A corrida". 
Com os trabalhos transferidos para a Cinecastro, Cahuê Filho em pouco tempo foi substituído por Ronaldo Magalhães, que continuou dublando o personagem nos curtas da década de 1940, tais como: "A Tartaruga Vence o Coelho", "O Coelho Mascote de Elmer" e "Duendes, Pois Sim". Nessa época já se ouvia a narração "Versão Brasileira Cinecastro, Rio de Janeiro e São Paulo" na abertura. Dessa forma, é possível afirmar que Magalhães assumiu o posto da voz do coelho entre 1971 e 1972, sendo substituído logo em seguida por Ary de Toledo. 
Ary de Toledo, terceiro dublador oficial do coelho, trabalhou em um pacote de curtas conhecido como "Pernalonga e Amigos" (Bugs Bunny and Friends), que trazia muitos curtas produzidos entre 1948 e 1960, como "A Ponte de Brooklyn", "Show Biz Bugs", "Rabbit Hood", "Ali Baba Bunny" entre outros. No período em que Ronaldo Magalhães e Ary de Toledo dublavam, a Cinecastro reaproveitava as trilhas de fundo de dois episódios de Tom e Jerry ("The Flying Cat" e "Cue Ball Cat")  preenchendo as lacunas sonoras onde originalmente haviam as falas em inglês. Esse mesmo padrão de som se repetiu nos curtas de Tom e Jerry, Popeye e Looney Tunes dublados pelo estúdio.
O quarto dublador oficial do coelho foi Mário Monjardim, que dublou o personagem pela primeira vez no episódio da "Espada Cantante". Monjardim seguiu dublando o Pernalonga na Herbert Richers na década de 1970 em vários especiais de Natal, Páscoa, e Dia das Bruxas dos Looney Tunes, e depois no estúdio Sincrovídeo, para episódios lançados em VHS pela "Warner Home Video" no final da década de 1980, e depois no filme "Uma Cilada para Roger Rabbit".
Mário também dublou o coelho nos anos 90 em "Tiny Toon", e no filme "Space Jam - O Jogo do Século", e também em comerciais de ovo de Páscoa do Pernalonga, em vinhetas do Cartoon Network, e nos episódios da Hora Warner feitos para o SBT. Também fez o Pernalonga em uma aparição especial em um desenho intitulado: "Astros do Desenho Animado contra as Drogas", produzido pelo Mc Donald's; neste desenho, as vozes de vários outros personagens além do Pernalonga, também foram feitas por seus dubladores mais comuns no Brasil, por exemplo: Garfield (Carlos Marques) e Alf (Orlando Drummond).
Em 1996 e 1997, Mário Monjardim redublou o Pernalonga, ainda nos estúdios da Herbert Richers, nos primeiros episódios em que o coelho apareceu, da década de 1940. Muitos deles não eram exibidos na TV aberta há décadas, ou sequer tinham estreado com sua dublagem original da Cinecastro, tais como "A Câmera de Hortelino", "Super Coelho", "Coelho Caçado", "O Caso do Coelho Desaparecido". Monjardim também fez o Pernalonga na dublagem de alguns dos episódios produzidos no final dos anos 40 e início da década de 1950. Alguns destes ainda eram inéditos no Brasil, tais como "Ingenuidade Hereditária" e "Uma Experiência Chocante". Porém, a maior parte já tinha sido dublada. Ainda nos anos 1990, foram feitas muitas redublagens de toda a série Looney Tunes e Merrie Melodies nos estúdios da Herbert Richers, restando hoje poucos episódios de 1948 em diante com sua dublagem original ainda em exibição.
No ano de 2003, a Warner resolveu substituir Mário Monjardim por Alexandre Moreno, alegando que sua voz já estava envelhecida demais para o personagem. Alexandre Moreno dublou Pernalonga no filme Looney Tunes de Volta a Ação, e em alguns episódios para os DVDs da "Coleção Looney Tunes" (alguns que já haviam sido dublados por Mário Monjardim em 1996). Alexandre Moreno também dublou o coelho em um especial de Natal, chamado "Bah, Humduck！ A Looney Tunes Christmas" de 2007. Curioso é que no início de 2009 em um comercial do Cartoon Network, onde Wile Coiote faz imitações do Pernalonga e do Salsicha, a voz do Coiote imitando o Pernalonga dizendo: "O que é que há, velhinho?", não foi dublada por Alexandre, mais sim por Monjardim, que em seguida dublou também a imitação do Salsicha gritando: "Scooby-Doo, cade você meu filho?!". A partir de 2011, Alexandre Moreno passou a dublar Pernalonga também na série "O Show dos Looney Tunes" e em vários novos programas dele daqui por diante.
Uma curiosidade, é que em 1975, a AIC (Arte Industrial Cinematográfica) obtinha mais de 50 curtas do Pernalonga. O escolhido para dublar o coelho foi o Flávio Dias, substituíndo (provavelmente) o dublador Ary de Toledo, que havia falecido um ano antes, em 1974.
Existem também alguns episódios do Pernalonga que estavam em domínio público, e foram lançados em fitas de VHS pela "Opção Vídeo" nos anos 90, que tem uma dublagem diferente, feita em São Paulo no estúdio Dublavídeo, onde a voz do Pernalonga foi feita pelo dublador Flávio Dias (Que já havia dublado o coelho na AIC em 1975). Flávio também dublou o Pernalonga na primeira dublagem paulista do filme "Uma Cilada Para Roger Rabbit", que saiu em VHS.
Outro dublador do coelho, foi Luiz Sérgio Vieira na série de desenhos animados "Baby Looney Tunes" de 2002, onde aparece a versão bebê do Pernalonga.

## Na TV brasileira

### Pernalonga naTV Rio

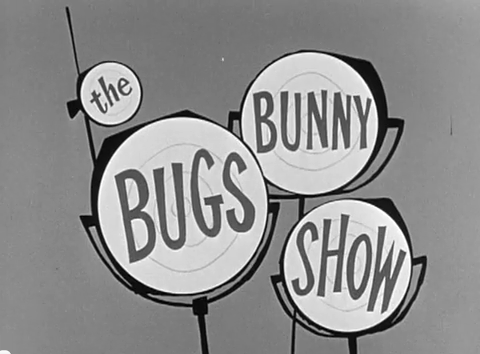
O "Show do Pernalonga", dublado na Herbert Richers e exibido pela TV Rio em 1963.

O "Show do Pernalonga" (The Bugs Bunny Show, no original) estreou na TV Rio em abril de 1963, exibindo os curtas dos anos de 1948 e 1960 com dublagem do estúdio Herbert Richers. Entretanto, aconteceu um incêndio no estúdio, em maio daquele ano, destruindo vários materiais, incluindo o "Show do Pernalonga". Por esta razão, é impossível de acessar este material.

### Pernalonga naRede Globo

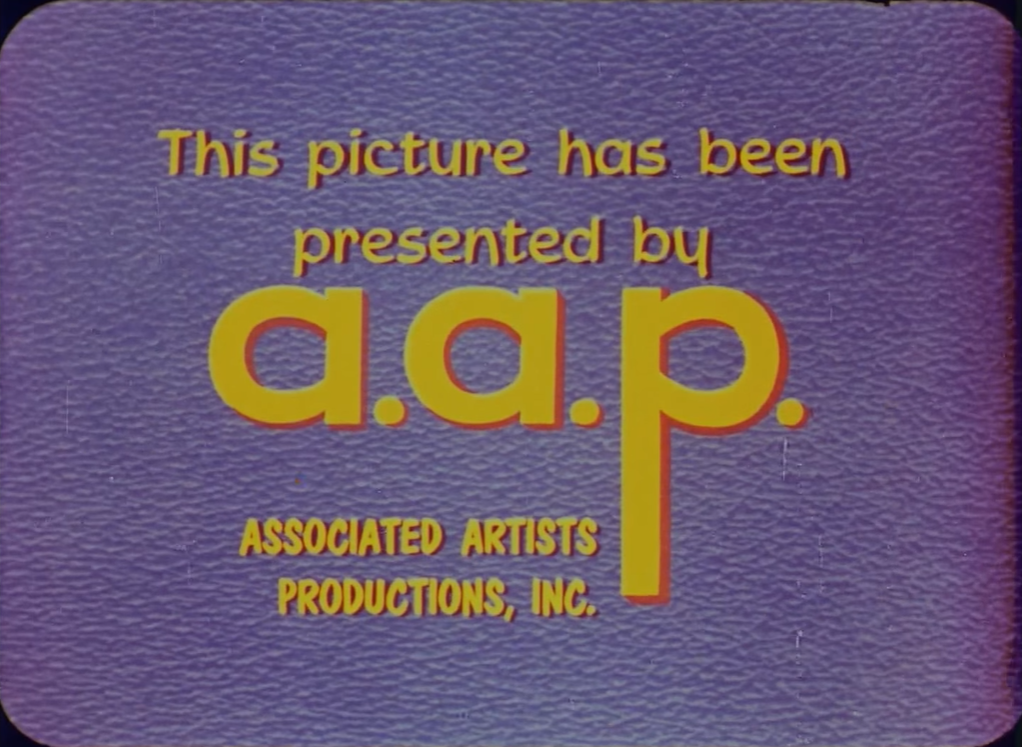
Logo da A.A.P.

Pernalonga passou na Rede Globo no início dos anos 70, exibido de maneira independente na faixa matutina da emissora. O clássico "Show do Pernalonga" foi exibido em sua forma original na programação. Nessa época, os curtas dublados nos estúdios da Cinecastro também fizeram sua provável estréia no Brasil, com o pacote de curtas da década de 1930 e 1940 distribuídos na época pela United Artists (A.A.P.), que tinham uma vinheta de abertura característica (Nos canais à cabo essa vinheta ainda aparece esporadicamente). 
Nos anos 80 foi exibido dentro dos programas Balão Mágico e Xou da Xuxa e na década de 90 na TV Colosso e Angel Mix. A Rede Globo exibiu o desenho até 1999, e depois os deixou fora do ar durante algum tempo, só voltando a passá-los novamente em 2004. Eles voltaram dentro da TV Globinho, e algumas vezes de madrugada no bloco festival de desenhos, como "tapa buraco" da programação, antes da exibição do Telecurso 2000, e continuaram até 2005 quando a Globo deixou de exibi-los.
Os episódios da década de 1940 redublados na Herbert Richers fizeram sua estreia na Rede Globo ainda nos anos 90, mas foram exibidos à exaustão na volta do coelho à grade de programação da emissora, em 2004. Nessa época a Rede Globo exibiu uma grande quantidade destes episódios do Pernalonga, junto com vários outros episódios que ainda eram inéditos no Brasil.
Os episódios que passavam na Globo, também eram exibidos em canais de TV a Cabo, como o Cartoon Network e Boomerang, que até hoje ainda exibem o coelho e sua turma na sua grade de programação.
Uma diferença entre a exibição da Rede Globo e estes canais por assinatura, é que a Globo quase sempre cortava as aberturas, e os créditos finais com a famosa frase dos desenhos dos Looney Tunes: Isso é tudo, pessoal! ("That's All, Folks!"). Outra diferença, são as músicas dos episódios, que no Cartoon Network e no Boomerang são em inglês, e na Globo em português. Isso acontece porque a Rede Globo geralmente não gosta de exibir desenhos com músicas cantadas em inglês em sua programação infantil, por isso chamaram os dubladores de alguns personagens, para traduzirem e dublarem algumas das canções em inglês, que eram cantadas em certos episódios. Um caso parecido também acontece nos desenhos do Máskara, que ao saírem da TV Globo e irem para o SBT, algumas músicas cantadas dentro dos episódios passaram a ser em inglês, pois as dublagens das canções pertenciam somente a Globo.
Existem situações em que algumas cenas dos Looney Tunes que passavam na Globo, não passavam no Cartoon Network, como por exemplo, cenas em que os personagens imitavam negros, e pintavam o rosto de preto, eram consideradas racistas, e não são exibidas pelo Cartoon Network até hoje. Ou também cenas em que os personagens aparecem com uma arma na própria cabeça, por causa da violência.

### Pernalonga noSBT
No SBT, o Pernalonga estreou nos anos 80 e foi exibido dentro de vários programas da emissora, tais como: Show da Simony, Bozo, Mariane, Show Maravilha, Casa da Angélica, Eliana & Cia, no Bom Dia & Cia ainda sob o comando de Jackeline Petkovic, Festolândia entre outros. 
O SBT adquiriu e sempre exibiu apenas os curtas produzidos a partir de 1948, pois os curtas anteriores pertenciam — na época da compra de direitos de exibição — a outra distribuidora (United Artists / A.A.P.). Os curtas que sempre foram exibidos pelo SBT eram distribuídos pela Warner Bros Television em formato de show de televisão, com meia hora de duração, abertura, encerramento e vinhetas características. A emissora, numa tentativa de padronização, desmembrou os programas e editou a abertura e o encerramento de quase todos os episódios, ficando sem a narração de título, dos créditos da dublagem e do "Por enquanto é só, pessoal" no encerramento. Este padrão tornou-se uma característica clássica e marcante das exibições do Pernalonga no SBT.
Todos os curtas do Pernalonga exibidos pelo SBT até os dias de hoje (Mesmo com a grande maioria estando remasterizada e redublada) são os mesmos disponíveis originalmente no The Bugs Bunny Show (O Show do Pernalonga, com o coelho na voz de Cauê Filho), Bugs Bunny and Friends (Pernalonga e Amigos, com o coelho na voz de Ary de Toledo) e The Warner Hour (A Hora Warner, com o pernalonga na voz de Mario Monjardim).
Mas ainda havia alguns episódios produzidos após a década de 1950 que não eram exibidos no SBT, principalmente os curtas produzidos de 1960 em diante. Estes só foram comprados e exibidos quando a emissora adquiriu os direitos de The Warner Hour entre 1999 e 2001. Por exemplo: Um episódio chamado "Comportamentos Alterados", onde a personalidade de Pernalonga e Hortelino muda quando eles trocam de chapéus; e o episódio "Uma Experiência Chocante", onde um cientista quer fazer um transplante de cérebros, usando o Pernalonga e uma galinha como cobaias. Estes passaram a ser exibidos também, junto com os outros que o SBT já possuía. Em 2001, todos os desenhos do Pernalonga, incluindo os com dublagem Herbert Richers/Cinecastro, pertencentes originalmente aos shows de TV dos anos 60, passaram a serem exibidos dentro do programa A Hora Warner no SBT às 8h da manhã. Entretanto, tais desenhos continuaram passando nos demais programas normalmente como Bom Dia & Cia, Festolândia e Sábado Animado. 
Hoje em dia, o coelho faz raríssimas e esporádicas aparições na grade infantil da emissora, estando fora do ar de fato da programação desde meados de 2014.

## Na TV Portuguesa
Em Portugal, Bugs Bunny até aos anos 60, foi um autêntico sucesso nas salas de cinema portuguesas. Na televisão, as primeiras curtas de Bugs Bunny chegaram à RTP em 1973, a seguir ao "Telejornal" do bloco "os teus desenhos animados favoritos", onde passava também o "Woody Woodpecker (Pica-Pau)". Em 1974, o canal criou uma rubrica chamada "Cinema de Animação" e as curtas foram selecionadas para o bloco. Entre 1986 e 1992, as curtas foram emitidas à quarta-feira à noite, antes da "Lotação Esgotada". Em 2003, foram transmitidas na RTP1, nos programas "Crianças" e "Hora Warner". Até aos anos 90, Looney Tunes recebeu atenção do público e foi um sucesso na RTP. 
Em 2007 e 2008, passaram na RTP Memória no espaço "Desenhos Animados" e algumas vezes em horário nobre. Nunca mais voltou a ter o sucesso que tinha no século XX, mas deixou a sua marca na história da televisão de Portugal. 